# Donald Piper
Donald Arthur Piper (Peoria, 5 marzo 1911 – Temple City, 25 marzo 1963) è stato un cestista statunitense.

## Carriera
Ha vinto la medaglia d'oro con la nazionale di pallacanestro degli Stati Uniti alle Olimpiadi di Berlino 1936, giocando due gare.

## Palmarès
- Torneo Olimpico: 1
Stati Uniti: 1936